# Мађарска на Зимским олимпијским играма 1980.
Мађарска је учествовала на Зимским олимпијским играма које су одржане 1980. године у Лејк Плесиду, САД. Ово је било тринаесто учешће мађарских спортиста на зимским олимпијадама. Мађарски спортисти су на овој олимпијади освојили једну олимпијску медаљу, сребрну.
Мађарска је на ову олимпијаду послала два такмичара, једног мушкарца и једну жену, који су учествовали у једној спортској дисциплини, уметничком клизању, парови. Пар Регеци-Салаш је освојио друго место и сребрну медаљу и у укупном, незваничном скору, Мађарска је са пет поена била на петнаестом месту

## Медаље
| Медаља | Име                          | Спортска грана    | Дисциплина |
| ------ | ---------------------------- | ----------------- | ---------- |
|        | Кристина Регеци Андраш Салај | Уметничко клизање | Парови     |

## Резултати по спортовима
У табели је приказан успех мађарских спортиста на олимпијади. У загради иза назива спорта је број учесника
Са појачаним бројевима је означен најбољи резултат.
Принцип рачунања олимпијских поена: 1. место – 7 поена, 2. место – 5 поена, 3. место – 4 поена, 4. место – 3 поена, 5. место – 2 поена, 6. место – 1 поен.

| Спортска дисциплина | Освојено место | Освојено место | Освојено место | Освојено место | Освојено место | Освојено место | Олимпијски поени | Такмичари | Такмичари | Такмичари |
| Спортска дисциплина |                |                |                | 4.             | 5.             | 6.             | Олимпијски поени | Мушки     | Женске    | Укупно    |
| Плесни парови (1)   | 0              | 1              | 0              | 0              | 0              | 0              | 5                | 1         | 1         | 2         |
|                     |                |                |                |                |                |                |                  |           |           |           |
| Укупно              | 0              | 1              | 0              | 0              | 0              | 0              | 5                | 1         | 1         | 2         |

## Уметничко клизање
Спортски парови
| Име                          | Дисциплина    | Резултат | Позиција |
| ---------------------------- | ------------- | -------- | -------- |
| Кристина Регеци Андраш Салај | Плесни парови | 20/10,91 |          |